# Basissolvenzkapitalanforderung
Die Basissolvenzkapitalanforderung (englisch Basis Solvency Capital Requirement) entspricht im Versicherungswesen dem Value at Risk der Basiseigenmittel eines Versicherungs- oder Rückversicherungsunternehmens zu dem Konfidenzniveau von 99,5 % innerhalb eines Jahres.
Artikel 101 der Solvency-II-Richtlinie gibt die Berechnung der Solvenzkapitalanforderung vor und geht zunächst von der Annahme aus, dass das Unternehmen seine Geschäfte nach dem Fortführungsprinzip abschließt. Dabei sind mindestens das nicht-lebensversicherungstechnische Risiko, das lebensversicherungstechnische Risiko, das krankenversicherungstechnische Risiko, das Marktrisiko, das Kreditrisiko und das operationelle Risiko zu berücksichtigen.
Die Basissolvenzkapitalanforderung wurde im Rahmen der EU-Richtlinie 2009/138/EG vom 25. November 2009 zur Solvabilität II eingeführt (siehe Seite 124) und definiert über die Korrelationsformel (auch Wurzelformel genannt), wie aus den einzelnen Solvenzkapitalanforderungen (SCR) die (gesamte) Basissolvenzkapitalanforderung zu berechnen ist.